# Пасифик Сити (Орегон)
Пасифик Сити (енгл. Pacific City) насељено је место без административног статуса у америчкој савезној држави Орегон.

## Демографија
По попису из 2010. године број становника је 1.035, што је 8 (0,8%) становника више него 2000. године.
| Група             | 2000.       | 2010.       |
| Белци             | 958 (93,3%) | 915 (88,4%) |
| Афроамериканци    | 0 (0,0%)    | 4 (0,4%)    |
| Азијати           | 6 (0,6%)    | 7 (0,7%)    |
| Хиспаноамериканци | 31 (3,0%)   | 62 (6,0%)   |
| Укупно            | 1.027       | 1.035       |